# Aviäre Rhinotracheitis
Die Aviäre Rhinotracheitis (ART) ist eine virale Infektionskrankheit, die vor allem Puten (hier auch als Turkey Rhinotracheitis, TRT, bezeichnet) und Hühner (hier auch als Swollen Head Syndrome, SHS, bezeichnet) befällt. Bei anderen Hühnervögeln kommt die Krankheit seltener vor und verursacht auch geringere Krankheitserscheinungen. Auslöser ist das Aviäre Rhinotracheitisvirus (ARTV) aus der Familie der Paramyxoviridae. Die ART trat erstmals Anfang der 1980er Jahre in Südafrika auf, mittlerweile wird sie weltweit beobachtet. Sie äußert sich vor allem als Atemwegserkrankung. Eine kausale Behandlung ist nicht möglich, zur Vorbeugung existieren mehrere Impfstoffe.

## Klinisches Bild

### Puten
Bei Puten treten Niesen, schleimig-eitriger Nasenausfluss, Rasselgeräusche der Luftröhre (Stridor trachealis), Schwellung des Sinus infraorbitalis, Husten und Kopfschütteln auf. Die Erkrankung kann bei unkompliziertem Verlauf innerhalb von zwei Wochen spontan ausheilen. Bei schlechten Haltungsbedingungen oder Sekundärinfektionen kann es zu einer Entzündung der Luftsäcke, zu einer Herzbeutelentzündung (Perikarditis), Lungenentzündung oder Entzündung des die Leber umgebenden Gewebes (Perihepatitis) kommen. Bei Legeputen sinkt die Legeleistung und es verschlechtert sich die Qualität der Eischalen.

### Hühner
Bei Hühner kommt es ebenfalls zu einer Erkrankung der oberen Atemwege. Die Tiere sind teilnahmslos und es kann zu einem Anschwellen der Kopfschleimhäute („Swollen Head Syndrome“, SHS) und des Sinus infraorbitalis kommen. Zudem treten oft zentralnervöse Symptome wie Desorientierung, Torticollis und Opisthotonus auf. Die Morbidität liegt bei 10 %, die Mortalität unter 2 %.